# Keith Seifert
Keith Anthony Seifert (* 1958) ist ein kanadischer Mykologe. Sein offizielles botanisches Autorenkürzel lautet „Seifert“.

## Leben
Seifert studierte an der University of Waterloo mit dem Bachelor-Abschluss und an der University of British Columbia mit dem Master-Abschluss. Er wurde 1985 an der Universität Utrecht (CBS Fungal Diversity Center) promoviert. Danach war er vier Jahre bei der Forintek Canada Corporation in Ottawa. Seit 1990 ist er in der Mykologie-Gruppe des kanadischen Landwirtschaftsministeriums. Seifert ist Adjunct Research Professor an der Carleton University und Adjunct Professor an der Universität Ottawa.
Er befasst sich besonders mit der Gruppe der Hyphomyceten der Schlauchpilze, besonders mit denen der Gattung Penicillium und Fusarium, die Mykotoxine bilden. Er befasst sich mit der DNA-basierten Phylogenetik von Pilzen und ist am Projekt der Entwicklung des DNA-Barcodings für Pilze beteiligt. Er stand der internationalen Kommission der Taxonomie von Pilzen vor.
Er ist Mitherausgeber des Canadian Journal of Plant Pathology, der CBS Biodiversity Series, von Mycoscience, Studies in Mycology und Sydowia.

## Schriften
- mit Z. W. De Beer, M. J. Wingfield:. Ophiostomatoid Fungi: Expanding Frontiers. CBS Biodiversity Series 12, The Netherlands: CBS Fungal Diversity Centre, Utrecht, 2013
- mit C. L. Schoch, S. M. Huhndorf, V. A. Robert, J. L. Spouge, C. A. Lévesque, W. Chen und dem Fungal Barcoding Consortium: Nuclear ribosomal internal transcribed spacer (ITS) region as a universal DNA barcode marker for Fungi., Proceedings of the National Academy of Sciences of the USA (PNAS), Band 109, 2012, S. 6241–6246
- mit G. A. Morgan-Jones, W. Gams, B. Kendrick (Hrsg.): The Genera of Hyphomycetes. CBS Biodiversity Series 10., CBS Fungal Diversity Centre, Utrecht, 2011
- mit T. Gräfenhan, H.-J. Schroers, H.-I. Nirenberg: An overview of the taxonomy, phylogeny, and typification of nectriaceous fungi in Cosmospora, Acremonium, Fusarium, Stilbella, and Volutella., Studies in Mycology, Band 68, 2011, S. 79–113
- mit A. S. Amend, R. A.  Samson, T. D. Bruns: Indoor fungal composition is geographically patterned and more diverse in temperate zones than in the tropics, Proceedings of the National Academy of Sciences of the USA (PNAS), Band 107, 2010, S. 13748–13753
- Herausgeber mit Michael Wingfield, Joan Webber: Ceratocystis and ophiostoma : taxonomy, ecology, and pathogenicity, APS Press 1993